# Reineberger Hagen

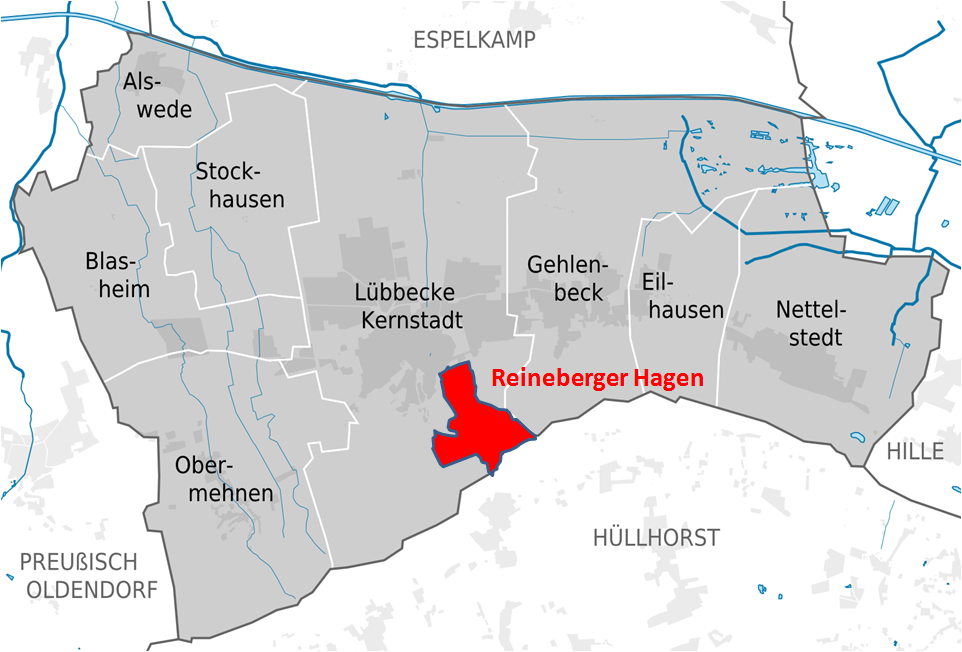
Lage des Reineberger Hagens innerhalb der Stadt Lübbecke

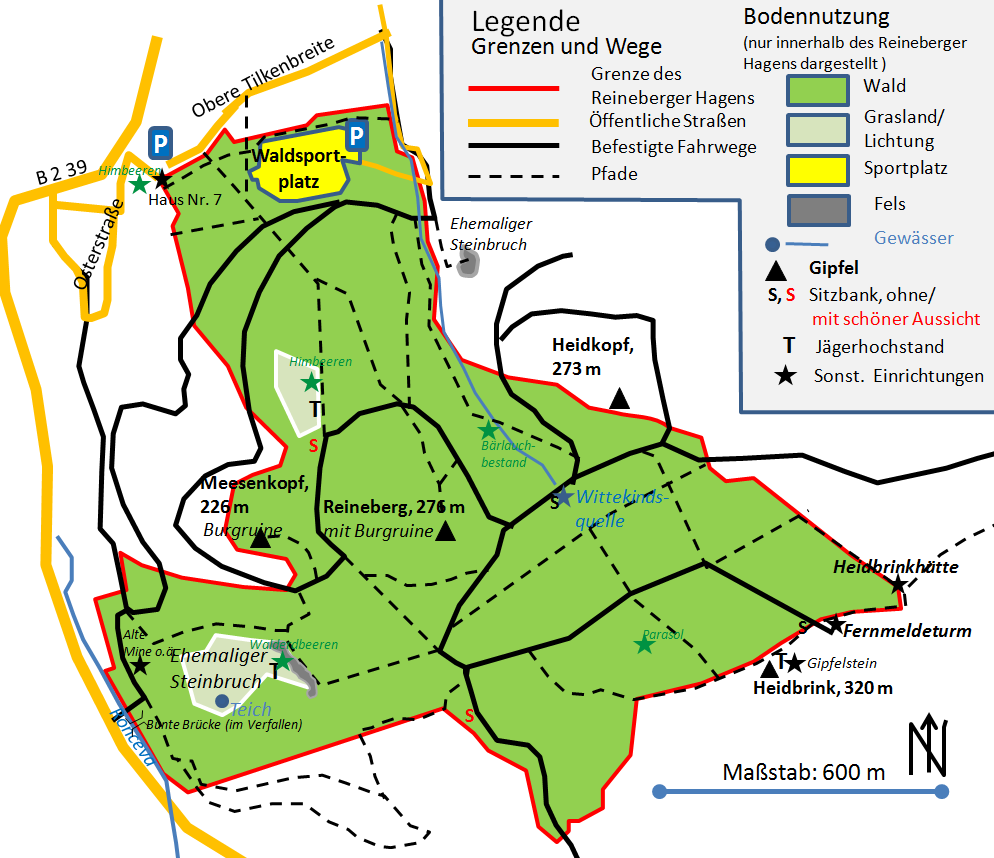
Übersichtskarte des Reineberger Hagens

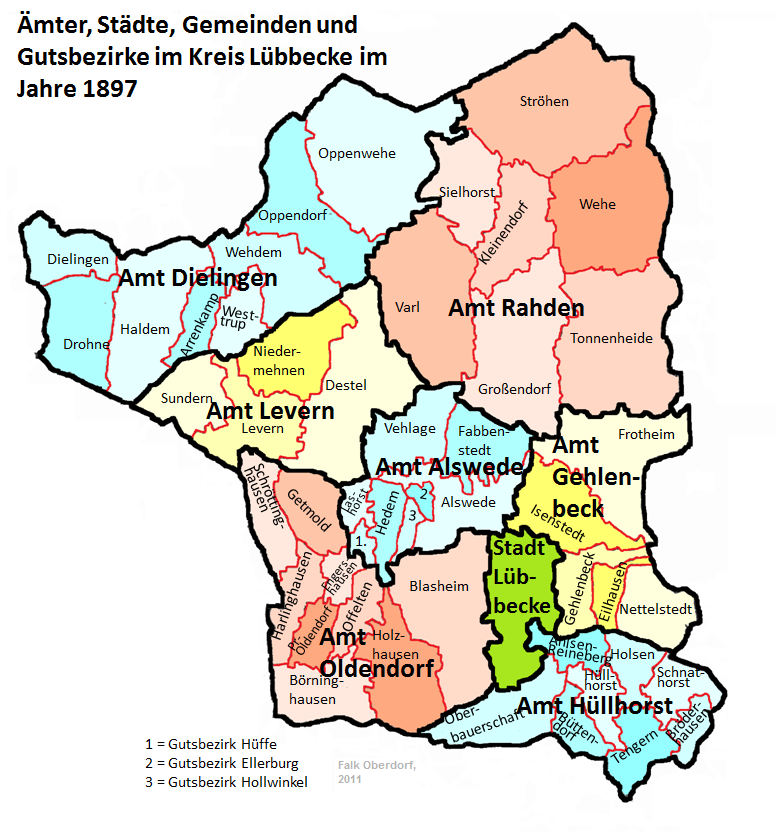
Die kommunale Gliederung des Kreises Lübbecke Ende des 19. Jahrhunderts zeigt den Reineberger Hagen als Gebietskorridor des Amtes Hüllhorst, der in die Stadt Lübbecke hineinragt

Übersichtskarte von Ahlsen-Reineberg

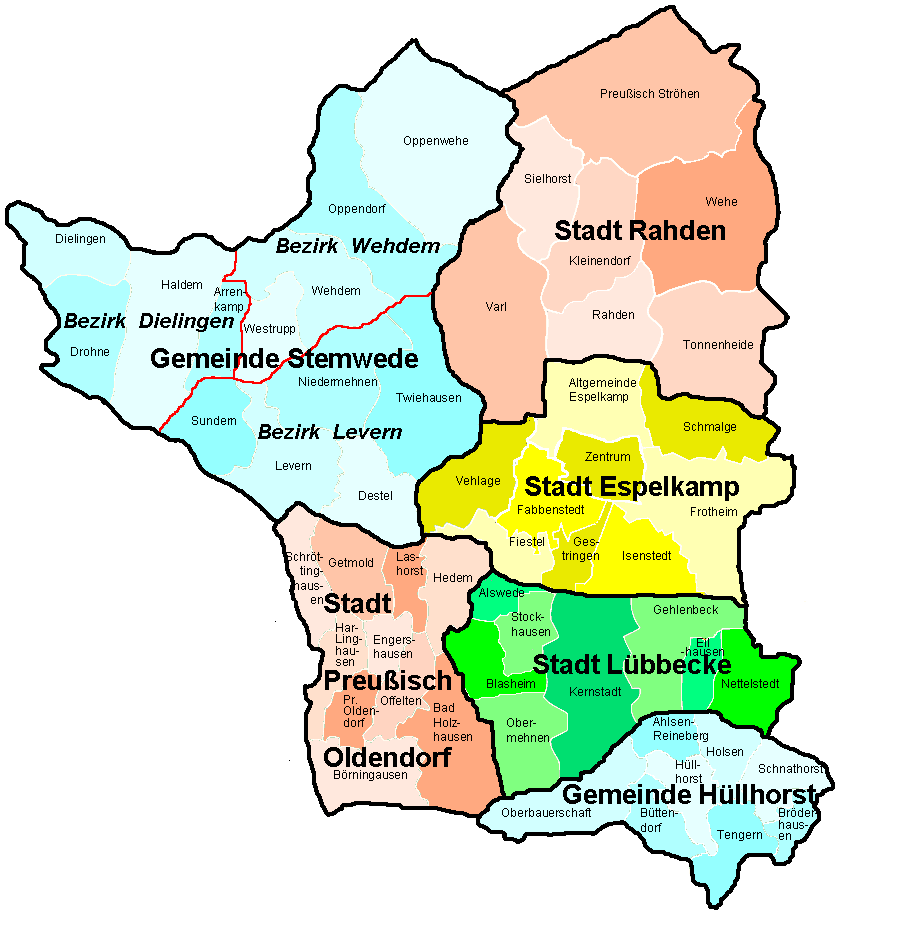
Die Gliederung des Altkreises Lübbecke ab 1973 zeigt, dass die Grenze zwischen Lübbecke und Hüllhorst nun über dem Gebirgskamm verläuft

Diese Flurkarte aus dem Jahre 1826 zeigt den Reineberger Hagen noch als Teil Ahlsen-Reinebergs

Auch dieser Ausschnitt aus der Kreiskarte des Kreises Lübbecke im Jahre 1844 zeigt den Reineberger Hagen noch als Teil der Gemeinde Ahlsen-Reineberg. (Kataster-Gemeindegrenzen sind mit blauen Linien dargestellt), aber auch, dass ansonsten die Stadtgrenze Lübbeckes, im Gegensatz zu heute, bis zum Waldrand gegen Oberbauerschaft reichte.

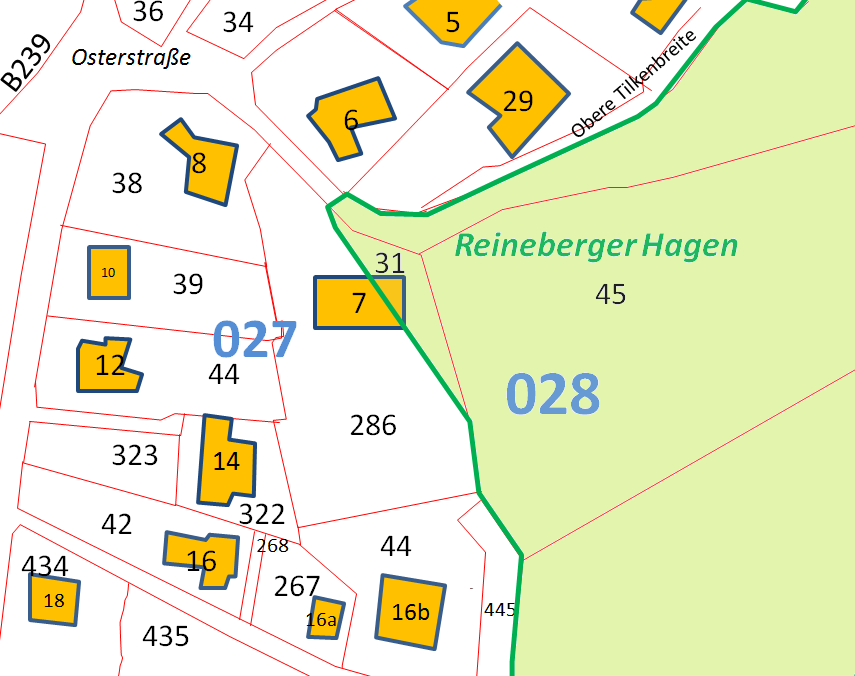
Der Auszug aus der Liegenschaftskarte (nachgezeichnet) zeigt die Teilung des Hauses Osterstr. 7, Einzelheiten im Text beschrieben

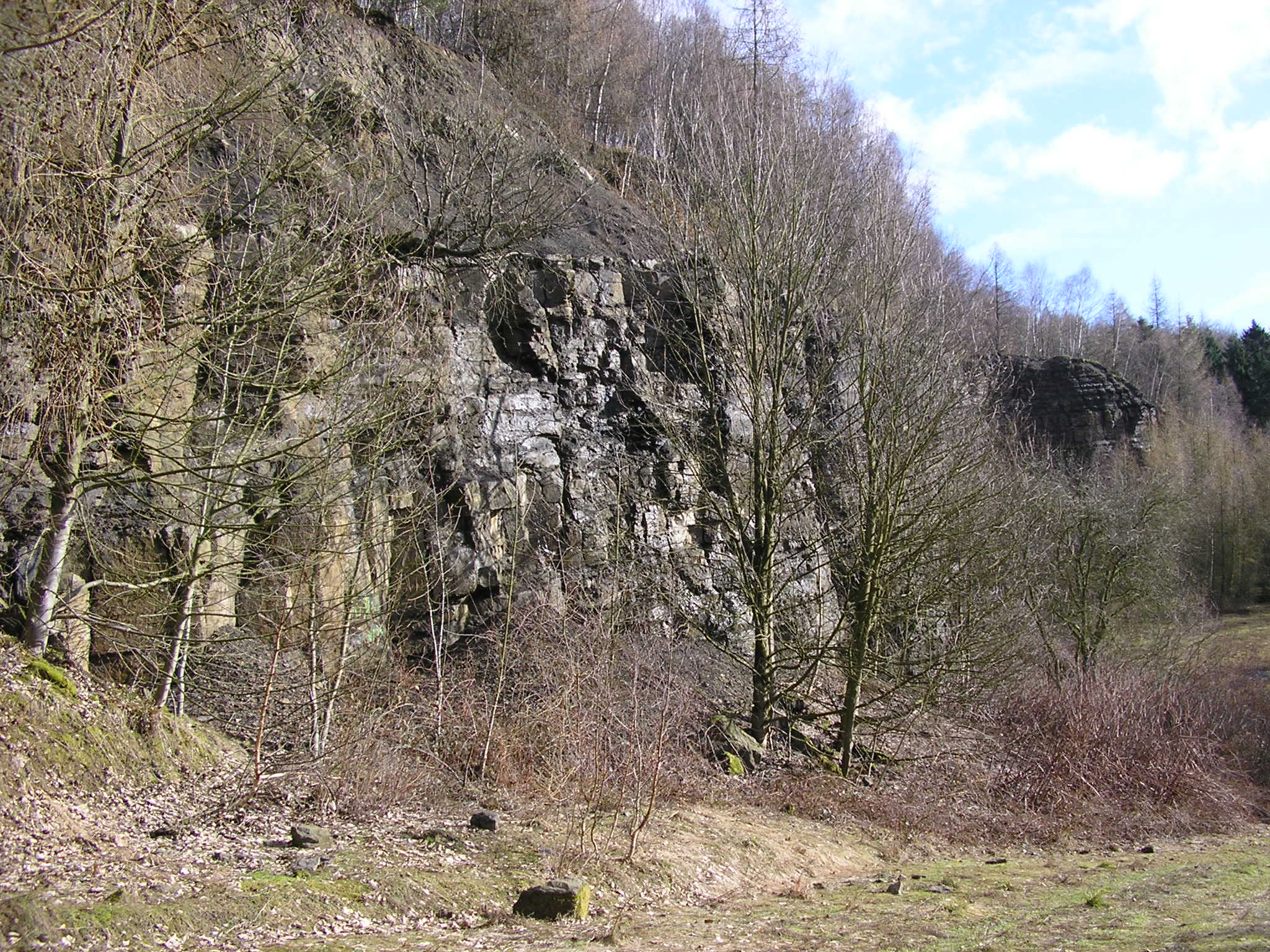
Die Bruchkante des ehemaligen Steinbruchs unweit der B239

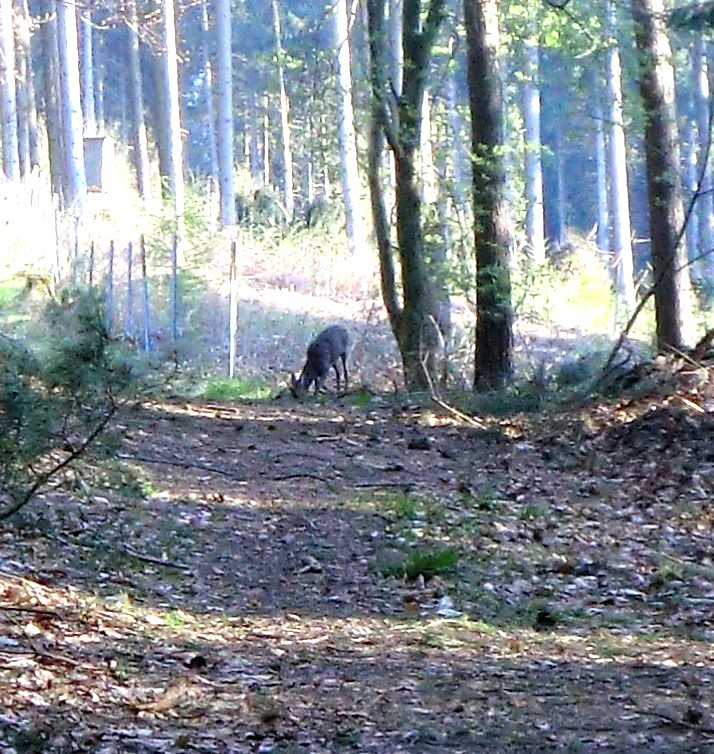
Ein äsendes Reh ca. 500 Meter nördlich des Reinebergs. Im Hintergrund einer der Jäger-Hochsitze

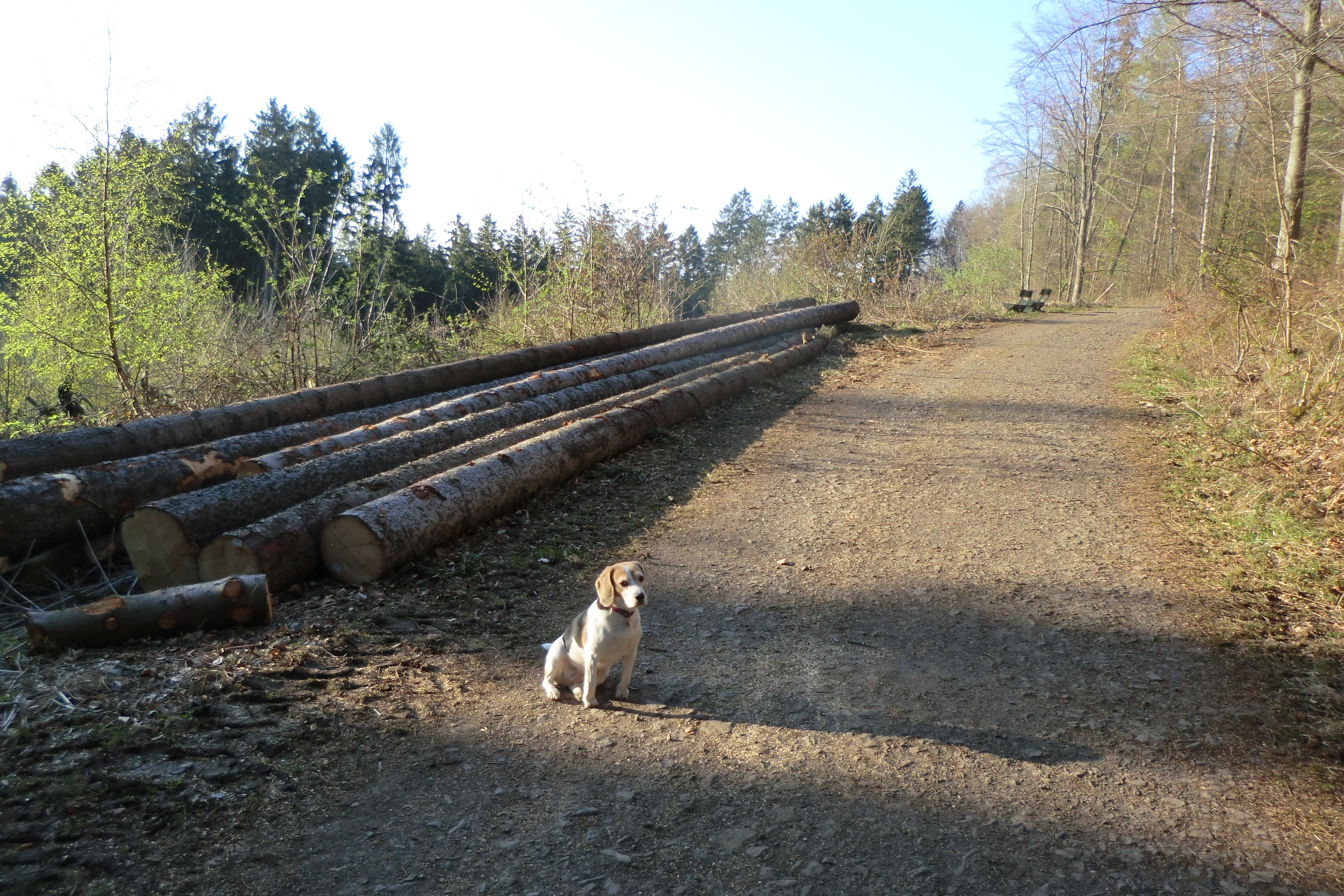
Zum Abtransport zurechtgerücktes Holz am Wegesrand (wie hier nördlich des Reinebergs) belegt die forstwirtschaftliche Nutzung des Reineberger Hagens

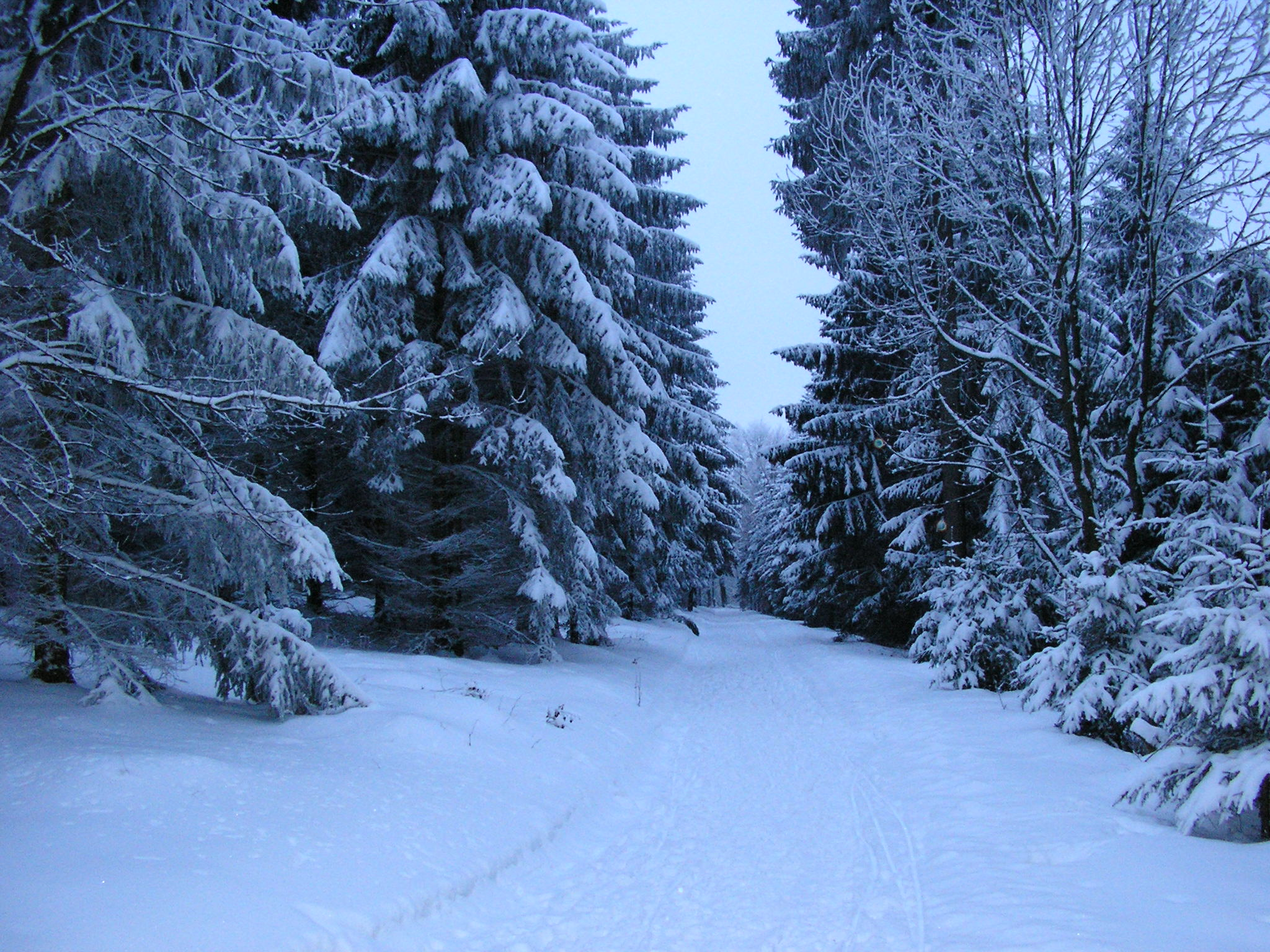
Winterlandschaft im Reinberger Hagen zur Blauen Stunde auf rund 300 Meter ü NN

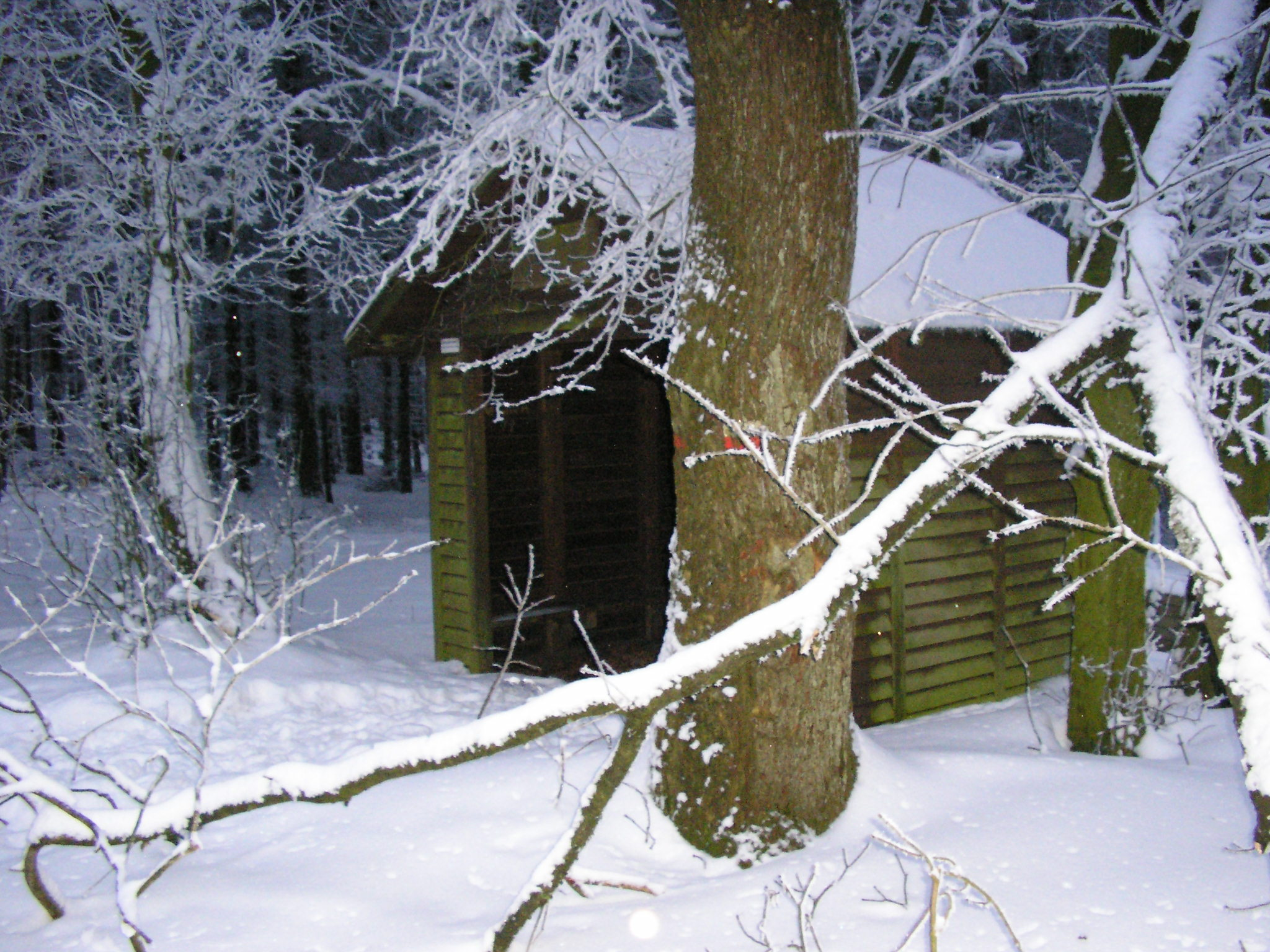
Nun ein Teil Lübbeckes: Die Heidbrinkhütte an der Gebietsgrenze

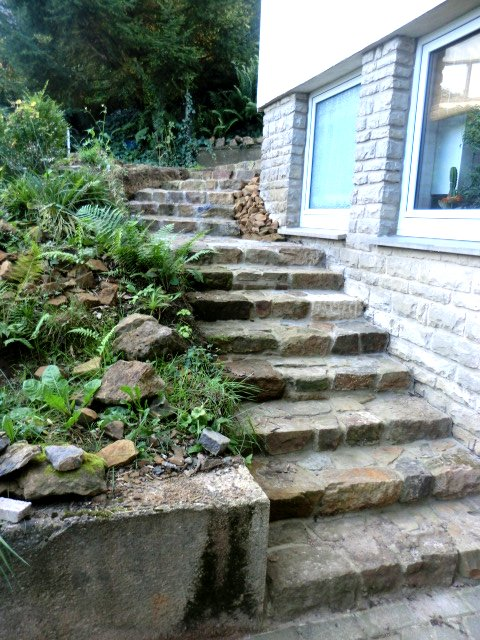
Eine neuzeitliche Treppe aus Reineberger Hagener Portasandstein

Der Reinberger Hagen, auch Reinbergerhagen, früher auch Reinebergischer Hagen, ist ein überwiegend bewaldetes Areal um den Berg Reineberg beziehungsweise um die ehemalige Burg Reineberg im Wiehengebirge auf dem Gebiet der Stadt Lübbecke.
Der Reineberger Hagen, der auch Gelände der ehemaligen Reineburg einschließt, hat eine Fläche von 0,99 km². Bis zur Gebietsreform im Jahre 1973 gehörte er zur südlich gelegenen Gemeinde Ahlsen-Reineberg im damaligen Amt Hüllhorst und bildete einen Gebietskorridor dieser, der nach Norden bis an die Obere Tilkenbreite, quasi in Rufweite zur historischen Altstadt Lübbeckes, heranreichte. Im Zuge der Gebietsreform fiel er dann an die Stadt Lübbecke. Der Gebirgskamm (genaugenommen der Kammweg) bildet seitdem die südliche Grenze zur Gemeinde Hüllhorst bzw. des Hüllhorster Ortsteils Ahlsen-Reineberg. In der Südostecke grenzt der Reinberger Hagen an den Lübbecker Stadtteil Gehlenbeck, ansonsten liegt auch dessen Außengrenze komplett im Bereich der Kernstadt.
Das Gebiet liegt zwischen 132 Meter über NN (im Norden bei der Oberen Tilkenbreite) und 311,6 Meter ü. NN (in der Nähe des Gipfels des Heidbrinks, der selbst aber knapp außerhalb des Gebiets liegt).
Bis 1807 war der Reinberger Hagen ein Teil der Vogtei Schnathorst im Fürstentum Minden. Nach 1815 bis 1831 gehörte der er dann zum Kreis Bünde, der nach dessen Auflösung überwiegend in den Landkreis Herford aufging, mit Ausnahme des späteren Amtes Hüllhorst, das (mitsamt dem Reinberger Hagen) an den damals neu geschaffenen Kreis Lübbecke angegliedert wurde.

## Heutige Situation
Der Reineberger Hagen liegt heute komplett auf dem Gebiet der Lübbecker Kernstadt.
Die ehemalige Zugehörigkeit zu der heute südlich angrenzenden Gemeinde findet ihren Nachhall im Namensteil „Reineberg“ des heutigen Ortsteils Ahlsen-Reineberg und auch dadurch, dass die Gemeinde Hüllhorst noch immer in ihrem Wappen ein Abbild der Reineburg hat.
Der Reinberger Hagen ist auch ein Straßenname einer Straße am Westrand des Gebietes, südlich der Brauerei Barre Bräu.
Er entspricht heute dem Flurstück Lübbecke 2771 028.
Der Reinberger Hagen ist weitestgehend bewaldet. Einzige größere waldfreie Flächen sind, abgesehen von temporär auftretenden Lichtungen aufgrund der Forstwirtschaft einerseits der rund ein Hektar große Waldsportplatz mit Parkplatz sowie die rund zwei Hektar große Fläche eines ehemaligen Steinbruchs im Südwesten unweit der Bundesstraße B239.
Ansonsten ist den Lübbeckern heute kaum noch bekannt, dass das Gebiet mit „ihrem“ Hausberg, dem Reineberg, jahrhundertelang nicht zur Stadt Lübbecke gehörte.

## Nutzung
Die wesentliche, wenn nicht einzige Infrastruktur ist  der Lübbecker Waldsportplatz samt Wanderparkplatz. Dabei handelt es sich zwar um einen regulären Sportplatz, der aber insbesondere aufgrund der Lage, umgeben von Wald, aus dem Rahmen fällt. Der Sportplatz ist in erster Linie die reguläre Sportstätte des nahen Wittekind-Gymnasiums, er wird darüber hinaus aber auch von anderen lokalen Sportvereinen genutzt.
Der Reineberger Hagen wird ansonsten überwiegend forstwirtschaftlich genutzt und durch das Regionalforstamt Ostwestfalen-Lippe betreut. Der Laubwald dominiert; rund 33 Hektar Nadelwald, (diese liegen insbesondere im Süden um den Heidbrink und ein kleinerer Bereich nördlich des Meesenkopfes) stehen rund 64 Hektar Buchen-Laubwald gegenüber. Eine landwirtschaftliche Nutzung findet nicht statt, die wenigen Naturwiesen werden lediglich von Wildtieren beäst. Hochsitze belegen ein jagdwirtschaftliche Nutzung. Darüber hinaus dient der Reinberger Hagen als Naherholungsgebiet, insbesondere der Bewohner Lübbeckes, für welche dieser Teil der nächstgelegene Bereich des Wiehengebirges zur City darstellt.
Das Wegenetz ist relativ engmaschig und zum Teil befestigt, einige Wege verfügen sogar über eine geschlossene Teerdecke. Für den öffentlichen Verkehr ist jedoch nur die kurze Zufahrt zum Parkplatz des Waldsportplatzes freigegeben. Der gut befestigte Weg von Süden zum Fernmeldeturm dient allein als Versorgungsweg für denselben und darf, wie alle anderen Waldwege, lediglich von besonders Befugten befahren werden.
Der Kammweg, der die Grenze nach Süden markiert ist ein Teilstück des Wittekindswegs, der wiederum ein Teilstück des Europäischen Fernwanderwegs E 11 ist.
Der gesamte Reineberger Hagen gehört zum Natur- und Geopark TERRA.vita.

## Auswirkungen / Sonstiges
Der Waldanteil der Stadt Lübbecke liegt gegenwärtig bei 20,02 Prozent der Landfläche, sie ist damit die relativ waldreichste Kommune im Kreis Minden-Lübbecke. Ohne die Angliederung des Reineberger Hagens wäre die Waldfläche rund 99 Hektar kleiner, der Waldanteil Lübbeckes läge bei nur 18,7 Prozent und Lübbecke hätte nicht diese Spitzenposition hinsichtlich des Waldreichtums inne (diesen hätte dann die Nachbarkommune Preußisch Oldendorf mit 19,5 Prozent Waldanteil).
Umgekehrt verhält sich das bei der Gemeinde Hüllhorst: der Waldanteil läge mit dem Reineberger Hagen bei 15,2 Prozent anstatt der gegenwärtigen 13,0 Prozent.
Die Zuordnung des Reinberger Hagens an die Stadt Lübbecke geschah seinerzeit gegen den Willen der damaligen Gemeinde Ahlsen-Reinberg. Neben dem beträchtlichen Gebietsverlust, die Fläche der Gemeinde, bzw. des dann Ortsteils reduzierte sich von 5,15 km² auf nunmehr 4,16 km² um rund ein Fünftel, hatte und hat das Burggelände der ehemaligen Reinburg mit der „Dicken Linde“, wie es in einer Chronik heißt, eine „nicht wegzudenkende geschichtliche Bedeutung“ für das Doppeldorf und wurde von Zeitgenossen jenseits des Wiehenkamms „zutiefst betrauert“ – gleichwohl gibt es da auch was Tröstliches: Im Jahre 1926 hatte die Stadt Lübbecke bei der Gemeinde Ahlsen-Reineberg beantragt, die Dicke Linde auf dem Reinberg instand zu halten, denn die Stadtväter waren besorgt, dass dieses einstige Naturdenkmal vergeht, waren aber nicht zuständig, da dieses ja nicht auf Lübbecker Territorium stand. Der Gemeinderat Ahlsen-Reinbergs hatte den Antrag erörtert und auch festgestellt, dass es „wünschenswert sei, den aus historischer Zeit stammenden Baum zu erhalten“; gleichwohl wurde der Antrag abgelehnt, denn man wollte die nicht unerheblichen Kosten nicht allein aufgebürdet haben. Tröstlich für Ahlsen-Reinberg ist nun, dass seit 1973 Lübbecke für derlei Anliegen zuständig ist.
Gleichwohl ist anzumerken, dass im Summenschluss für die heutige Gemeinde Hüllhorst bzw. die Stadt Lübbecke der Gebietsverlust bzw. -gewinn relativ war, denn mit der Gebietsreform wurde nicht nur der Reineberger Hagen Lübbecke, sondern auch ein zu Lübbecke gehörender rund 57 Hektar großer Waldstreifen (die heutige Gemarkung 032 in der Flur Oberbauerschaft 2783) der Gemeinde Hällhorst (hier dem Ortsteil Oberbauerschaft) zugeschlagen: Die alte Stadt Lübbecke reichte bis 1973 jenseits des Kammes bis an den südlichen Waldrand gegen Oberbauerschaft; die Grenze wurde auch hier auf den Kammweg zurückverlegt. Es fand also ein Gebietsaustausch statt, bei dem die neue Stadt Lübbecke, bzw. die Kernstadt Lübbecke, in der Summe lediglich 42 Hektar Wald gewann, und Hüllhorst entsprechend in der Summe verlor.

## Bewohner und Bauwerke
Das Gebiet hat praktisch keine Einwohner und kaum Gebäude.
Eine Ausnahme bilden in gewisser Weise die Bewohner des Hauses der Osterstraße 7 in Lübbecke. Das betreffende Grundstück umfasst gemäß der Liegenschaftskarte sowohl das Flurstück 286 der Gemarkung 027 als auch das Flurstück 31 in der Gemarkung 028, also der Gemarkung, die dem Reinberger Hagen entspricht, wobei das Haus selbst genau auf der Grenze der Flurstücke und zu rund einem Drittel im Reineberger Hagen liegt.
Weitere Gebäude sind:
- Das Umkleidehäuschen und die Garage für die Hochsprungmatte des genannten Waldsportplatzes, (Flurstück 36)
- Ein Gebäude südlich der Adresse Reinberger Hagen 1
- Fast genau auf der Grenze[9] rund 42 Meter nördlich des trigonometrischen Punktes 302,0 steht auf etwas mehr als 300 m Höhe[10] die „Hütte auf dem Heidbrink“ oder kurz Heidbrinkhütte. Die kleine Schutzhütte befindet sich am Wittekindsweg (Kammweg) und damit am Europäischen Fernwanderweg E11. Ein Vorgänger der Hütte wurde im Jahr 1924 erbaut, eine Nachfolgehütte vor der Neuordnung, sprich vor 1973 erbaut,[11] beide noch in der Verantwortung der Gemeinde Ahlsen-Reinberg. Die Hütte wurde 1984, nun unter Lübbeckes Zuständigkeit, renoviert.[12]

Der Fernmeldeturm unweit des Gipfels des Heidbrinks sowie die dazugehörenden Versorgungsgebäude liegen bereits knapp außerhalb des Gebietes.
Ein Bauwerk mit einer gewissen Relevanz für Wanderer und Mountain-Biker ist die Bunte Brücke, eine Holzbrücke über die Ronceva, welche im Jahre 2017 nach Jahrzehnten des Verfallens renoviert bzw. neu gebaut wurde.

## Berge
Folgende Berge liegen ganz oder zum Teil auf dem Gebiet des Reinberger Hagens:
- Reineberg
- Heidbrink (teilweise, Gipfelpunkt liegt außerhalb)
- Heidkopf (teilweise)
- Meesenkopf (teilweise)

## Gewässer
Die einzigen signifikanten Fließgewässer sind die Ronceva, deren Oberlauf das Gebiet im Westen streift (rund 300 Meter) und der Oberdorfer Bach̽ im Talgrund zwischen dem Reineberg und dem Heidkopf, der auf 540 Meter die Grenze zur Nachbargemarkung im Osten bildet. Die Quelle des Letztgenannten ist die Wittekindsquelle, die  als ein wenige Quadratmeter großer Quelltopf ausgeprägt ist. Neben diesem gibt es nur ein relevantes und deutlich größeres Stillgewässer, einen rund 220 m² großen Teich auf dem Areal des ehemaligen Steinbruchs.
Der Reineberger Hagen wird im Wesentlichen über einen der genannten Bachläufe entwässert, die Wasserscheide verläuft relativ mittig von Norden nach Süden über den Gipfel des Reinebergs hin zum Heidbrink.

## Geologie / Steinbrüche
Bei einer Wasserbohrung zwischen dem Heidbrink und dem Reineberg im Jahre 1928 ermittelte man folgende Schichten:
- bis 1 m: gelber Lehm
- bis 6,4 m: brauner, eisenschüssiger grober Sandstein
- bis 18 m: feinkörniger, blaugrauer Kalkstein, unten Schiefertonlagen
- bis 42 m: desgleichen, noch mehr Schiefertonlagen
- bis 62 m: schwacher sandiger, kalkiger Schieferton

Bei dem Sandstein handelt es sich um Portasandstein (auch Brauner Stein genannt). Dieser Sandstein kommt überhaupt nur in der unmittelbaren Region im östlichen Wiehengebirge vor: Am Weserdurchbruch bei Porta Westfalica ist die Sandsteinbank bis zu 20 Meter mächtig. Etwa 4 bis 5 Kilometer westlich des Durchbruchs verringert sich die Mächtigkeit auf 10 Meter und östlich von Lübbecke auf 4 bis 8 Meter, um schließlich bei Lübbecke gänzlich, sprich westlich des Reineberger Hagens, auszukeilen (allmähliche Reduktion der Mächtigkeit auf 0 m, weiter westlich auf den Nordhängen des Kniebrinks, des Breitenbrinks, des Blasheimer Berges und des Alten Verbrenn und am Offelter Berg noch maximal 1 Meter) Die bei Lübbecke am Reineberger Hagen um 1769 vorhanden gewesenen Steinbrüche dürften um 1844 wohl nicht mehr erkennbar gewesen sein. Daher ist es nicht rein  zufällig, dass im Reineberger Hagen der westlichste bedeutende noch in der Neuzeit betriebene Steinbruch des Wiehengebirges lag, obschon dort kein Portasandstein abgebaut wurde – westlich der heutigen Bundesstraße 239, gibt es, und zwar unmittelbar an dieser neben der Mensinger Schlucht, nur noch einen kleinen aufgelassenen Steinbruch.
Viele der ehemaligen Steinbrüche am Reineberger Hagen bis hinauf zum Heidbrink, in denen Portasandstein abgebaut wurde, sind heute kaum erkennbar und zum Teil zugewachsen. Die Mächtigkeit der Schicht wird mit drei Metern angegeben, der Abbau soll „um 1767“ und zwischen 1873 und 1900 erfolgt sein. Nachweislich gebaut mit Reinberger Hagener Portasandstein wurden der Ostgiebel der St.-Andreas-Kirche in Lübbecke (1883–1885), die evangelische Kirche in Alswede (1878 und 1893) und die Kirche in Hüllhorst (1870/71).